# Giovanni Camocio
Giovanni (Giovani, Gioan) Francesco Camocio (Camocius, Camotius, Camotio), kartograf, izdavač i prodavač karata. 

## Životopis
Godine 1552. u Veneciji je dobio licencu knjižara i izdavača s trgovinom s oznakom al segno della pyramide. Također je u Veneciji imao i bakrorezačku (kartografsku) radionicu u kojoj su se izrađivale brojne karte i vedute koje su se prodavale kao pojedinačni listovi. Potpisivao se kao izdavač, obično s apresso ili apud G. F. Camocio cum privilegio. Prema Markoviću (1993), Camocio se često zanimao za hrvatske krajeve, te je poznavao Hrvatsku, a imao je i svoje topografe i dobavljače kartografskih podataka. U razdoblju od 1560. do 1579. objavio je mnogo karata, a na nekoliko njih prikazana su i hrvatska područja. Godine 1563. u Veneciji je tiskao kartu Novo dissegno della Dalmatia et Crovatia MDLXIII. In Venetia apresso Gioan Francesco Camocium al segno della Pyramide. To je jedna od prvih tiskanih regionalnih karata Hrvatske, koja prikazuje dio hrvatske obale do Šibenika s unutrašnjošću Hrvatske. Sastavljena je prema tada najboljim topografskim podacima. Postoje znatne razlike u prikazu pojedinih hrvatskih krajeva. Očito je Camocio neke hrvatske krajeve poznavao bolje, a za neke nije uspio pribaviti noviju topografsku građu. Autor je karte Istre koja je objavljena 1569. u Veneciji. Predložak za tu kartu bila mu je poznata Coppova karta Istre iz 1525. Ipak njegova karta pokazuje i ponešto izvornosti, jer je upotrebljavao topografsku građu o Istri koja je Coppi bila nepoznata. Prema Markoviću (1993), u Camocijevoj je radionici 1572. tiskan izolar pod naslovom Isole famose, porti, fortezze e terre maritimme sottoposte alla Ser. Sig. di Venetia, ad altri Principi Christiani, et al Sig. Turco nouamete poste in luce. In Venetia alla libraria del segno di S. Marco. Kozličić (1995) konstatira da je taj izolar najpoznatije Camocijevo djelo. Kisić (2005) zaključuje da je čitav taj izolar poznat pod Camocijevim imenom, što ne dokazuje da je autor cjelokupnog djela. Taj se izolar čuva u muzejima i knjižnicama u Zagrebu, Splitu, Veneciji, Trevisu, Rimu, Milanu, Londonu, Beču i u znatnom broju javnih i privatnih zbirki, a u njemu se nalaze karte i vedute jadransko-jonsko-egejske obale. U Hrvatskom državnom arhivu u Zagrebu nalazi se cjelovit primjerak tog izolara koji je sastavljen od 88 numeriranih listova. Nacionalna i sveučilišna knjižnica u Zagrebu ima izdanje izolara sa 79 nenumeriranih listova i s nekim manjim različitostima u sadržaju i u slijedu karata. Od toga 16 karata ili veduta prikazuje hrvatsko primorje, a to su karte Jadranskog mora i Istre, vedute Pule i Osora, karte Zadra s okolicom i Šibenika s okolicom, vedute Šibenika i Skradina, zatim panoramske karte Trogira s okolicom i Splita s okolicom, kartografsko-vedutski prikaz Makarske s okolicom, panoramska karta solinsko-kliškog područja, veduta grada Hvara, karte otoka Hvara i Korčule te akvatorija Dubrovnik-Boka kotorska. U tom izolaru 11 listova nosi ime Giovannija Francesca Camocija kao izdavača godine 1570. i 1571, na način apresso Gio. Franc. Camocio cum privilegio, a na jednom listu je i oznaka njegove knjižare alla libraria della pyramide. Prema Kozličiću (1995), tamo gdje je sam ponešto poboljšao preuzeti prikaz, držeći radi tih intervencija da je to novi kartografski rad, tu se i potpisao. To je napravio na kartama Jadranskog mora, Istre, otoka Hvara i Korčule, veduti Makarske, dok je 11 karata i veduta ostavio nepotpisanima. Ostale karte ili vedute potpisane su kako slijedi: 4 lista Paolo Forlani, 2 lista Domenico Zenoni, jedan list Donato Bertelli i jedan list Martino Rota da Sebenico, dok je 68 listova anonimno. Ta je činjenica svakako zbunjujuća i daje povod za raspravu oko autorstva većine karata. U donjem dijelu naslovne stranice izolara nalaze se dva medaljona s prikazom pomorskog i kopnenog vojnog sukoba. Između medaljona je štit koji nosi male inicijale NB što su poznati inicijali grafičara Natalea Bonifacija. Desno i lijevo u finom bakrorezu prikazani su likovi Marsa i Neptuna. Na naslovnoj stranici nije zabilježena godina izdanja niti izdavač. S obzirom na inicijale NB, kao i na činjenicu da se njima Bonifacije često služio u potpisivanju svojih djela, Marković (1993) pretpostavlja da je taj izolar dobrim dijelom Bonifacijev rad. Prema A. Kisić (2005), Natale Bonifacije nije autor ni jednog grafičkog lista u tom izolaru, kako bi se moglo očekivati s obzirom na to da je izradio i potpisao naslovnu stranicu. Kisić konstatira da je na šest listova u legendi spomenuta godina 1571, a na jednom planu 1574, što potvrđuje da to izdanje izolara nije moglo biti tiskano prije 1574. Analizom dostupnih joj primjeraka izolara Isole famose,... uočila je da su bile barem dvije etape tiskanja pod tim naslovom. Neki primjerci nemaju tiskanu numeraciju niti sve grafičke listove. Najkompletnije izdanje je ono s 88 listova, jer je prošireno s devet karata većih otoka u zapadnom Mediteranu i na Atlantskom oceanu koji su izvan konteksta prostora i događanja od 1570. do 1574. Na većini takvih primjeraka izolara zabilježena je i tiskana numeracija. U naslovu izolara Isole famose,… kao izdavač spominje se libraria al sagno di S. Marco koja je pripadala Donatu Bertelliju, a ne Camocijevoj radionici al segno della pyramide. Budući da je Bertelli, 1574. tiskao svoj izolar Civitatum aliquot…, Roberto Gallo smatra da je izolar Isole famose,… tiskan vjerojatno tek 1575, nakon Camocijeve smrti u Bertellijevoj radionici kada je Bertelli došao u posjed Camocijevih ploča. Camocio je posjedovao ploče nekoliko nepoznatih autora bolje ili lošije kvalitete, a neke su od njih rezane po uzoru na Bonifacijeve i Zenonijeve ploče. Je li neke gravirao sam Camocio, iako je poznat kao izdavač, može se nagađati. Posjedovao je i ploče koje Bertelli nije imao. Smrt je pretekla Camocija da objavi svoj izolar, što je vjerojatno 1575. učinio Bertelli upotrijebivši Camocijeve ploče za tisak novog, opsežnijeg izolara Isole famose,… u kojem 12 listova nosi Camocijevo ime kao izdavača, što Bertelli nije brisao.

## Djela
- World, Lombardy Atlantic (Forlani). 1560.
- N. Regions. 1562.
- Africa, France, Friuli, Holland. 1563.
- Novo dissegno della Dalmatia et Crovatia MDLXIII. In Venetia apresso Gioan Francesco Camocium al segno della Pyramide, bakrorez 28,5×40 cm. Venecija 1563.
- Cyprus, Friesland, Greece, Italy, Naples, Piedmont, Sicily. 1566.
- Istria Sotto il dominio Veneto fra li dui Colfi Trigestino, et Quarner como meza isola del mare Adriatico posta da Istro fiume etc., bakrorez, 32,0×50,3 cm. Venecija 1569.
- Morea. 1569, 1570.
- Venice. 1571.
- Ireland. 1572.
- Isole famose, porti, fortezze e terre maritimme sottoposte alla Ser. Sig. di Venetia, ad altri Principi Christiani, et al Sig. Turco nouamete poste in luce. In Venetia alla libraria del segno di S. Marco. Venecija 1572, 1574.
- Asia. 1575.
- Europe. 1579.

## Vanjske poveznice
- Giovanni Francesco Camocio Hrvatska tehnička enciklopedija, portal hrvatske tehničke baštine. LZMK